# Enrique Almaraz y Santos
Enrique Almaraz y Santos (La Vellés, Salamanca, 22 de setembro de 1847 - Madri, 22 de janeiro de 1922), foi um religioso espanhol e ocupou as cátedras de Palencia (1893-1907), Sevilha (1907-1920) e o Primaz de Toledo (1920-1921).

### Biografia
Estudou no seminário de Salamanca, onde obteve o doutorado em teologia e o bacharelado em cânones, e atuou como coadjutor em várias paróquias da mesma cidade. O rei Afonso XII de Espanha nomeou-o pregador de câmara e professor no seminário de San Dámaso.
No ano de 1893, o Papa Leão XIII nomeou-o Bispo de Palência, sendo ordenado em 16 de abril do mesmo ano pelo Cardeal Dom Ciriaco María Sancha y Hervás, Arcebispo de Valência. Após a morte de Salvador Castellote y Pinazo, foi nomeado para a Arquidiocese de Sevilha em 1907. Do seu mandato, destaca-se a fratura da concórdia estabelecida pelo Cardeal Marcelo Spínola entre os carlistas e fundamentalistas, e a peregrinação que organizou da cidade para Roma em 1908 em comemoração ao cinquentenário da primeira missa celebrada por Papa Pio IX.
Em 27 de novembro de 1911 foi criado cardeal com o título de São Pedro em Montorio, e três anos depois participou do conclave que elegeu seu amigo Giacomo della Chiesa (Bento XV) como pontífice, coincidindo que ambos morreram no mesmo dia, mês e ano, e quase ao mesmo tempo.
Em 1917 foi proclamado filho adotivo de Sevilha, e um ano depois a Catedral de Sevilha acolheu a celebração das suas bodas de prata episcopal, que contou com a presença das autoridades municipais.
Em 15 de novembro de 1920, foi nomeado Arcebispo de Toledo e Primaz da Espanha, falecendo dois anos depois em Madri. Foi sepultado por vontade própria na Catedral de Toledo, em frente à capela de Santa Teresa. Ele foi o primeiro Arcebispo de Toledo que não detinha o título de Patriarca das Índias Ocidentais (desde então nenhum Arcebispo de Toledo o teria novamente) nem o de Chanceler de Castela (o título é abolido).
Foi também membro correspondente da Real Academia de História, 1º Cavaleiro Grã-Cruz da Ordem de Carlos III e também filho adotivo de Palencia e El Puerto de Santa María.